# Billy Meredith
William Henry Meredith, detto Billy (Chirk, 30 luglio 1874 – Manchester, 19 aprile 1958), è stato un allenatore di calcio e calciatore gallese, di ruolo attaccante.

## Biografia
Meredith nacque nel 1874 a Black Park, frazione di Chirk, città mineraria del Galles a sud di Wrexham.
Ha iniziato a lavorare alla Black Park Colliery come conduttore di pony da miniera all'età di 12 anni. Ha maturato il suo interesse per il calcio grazie ai suoi fratelli. Elias, il maggiore, era un macchinista per la Lancashire and Yorkshire Railway e il suo lavoro gli ha permesso di portare William a vedere le gare di squadre professionistiche come l'Everton. Il calcio era un grande passatempo per i minatori, e l'alto standard delle squadre amatoriali delle città e dei villaggi del nord-est del Galles ne era il risultato. Il Chirk A.A.A. ha vinto infatti la Coppa del Galles cinque volte tra il 1887 e il 1894, con i minatori che costituivano una considerevole parte della squadra. Tutti i fratelli di Billy hanno giocato a calcio, ma Sam, di due anni più vecchio, è stato il primo a mettersi in mostra. Ha lasciato il Chirk A. A. A. per tentare la carriera professionistica, arrivando a giocare per lo Stoke City come terzino.
Il 1893 è stato un anno di tensioni sociali per i minatori, che hanno scelto lo sciopero in risposta ad un taglio delle paghe. Nel tentativo di sbarcare il lunario, Meredith ha accettato l'offerta di giocare, oltre che per la squadra di Chirk, anche per il Northwich Victoria, club di Football League, che gli ha dato un piccolo contributo per le sue spese.

## Carriera

### Giocatore

#### Club

##### Gli esordi
Meredith ha fatto il suo debutto con la maglia del Chirk A.A.A. nel settembre 1892. Il club giocava nel The Combination, un campionato che conteneva un misto di club provinciali e squadre riserve dei grandi club di città. Alla fine della sua prima stagione ha giocato la finale di Coppa del Galles del 1893, che il Chirk A.A.A. ha perso per 2-1 contro il Wrexham. Nel 1893 il Chirk A.A.A. si è ritirato dal The Combination ed è entrato a far parte del campionato gallese e Meredith ha iniziato a giocare anche per il Northwich Victoria. Il Northwich era una squadra che lottava e che si è ritirata dalla Football League alla fine della stagione 1893-1894 dopo aver terminato il campionato all'ultima posizione della Second Division. Il club ha vinto solo tre partite di campionato ed in ognuna di queste Meredith si era messo in evidenza. Tornato a Chirk, Meredith ha ottenuto il suo successo come parte della squadra che ha battuto i Westminster Rovers ed ha conquistato la Coppa del Galles del 1894.

##### I primi approcci con il Manchester City
Le prestazioni di Meredith per il Northwich attirarono l'attenzione di molti club. Di Jones, giocatore del Bolton ed ex calciatore del Chirk A.A.A., parlò con Billy del suo possibile trasferimento ma John Bentley, segretario del club di Horwich, considerò Meredith troppo inesperto e di corporatura troppo esile. Lawrence Furniss, funzionario dell'Ardwick, notò Meredith mentre arbitrava una partita del Northwich. Meredith inoltre gioco in entrambi gli incontri tra Northwich e Ardwick durante la stagione. Più tardi, nel 1894, l'Ardwick, da quell'anno noto come il Manchester City, si aggiudicò la firma di Meredith. Due funzionari del club si recarono recato in Galles per incontrare il giocatore. Uno era il segretario-allenatore Joshua Parlby, l'altro era o Furniss o il presidente John Chapman. La coppia venne incontrata tra i sospetti. Alcuni aneddoti provenienti da personaggi contemporanei affermano che inizialmente vennero cacciati dalla gente del posto e che venne concesso loro di parlare con Meredith solo dopo che ebbero acquistato delle bevande per i colleghi della miniera.

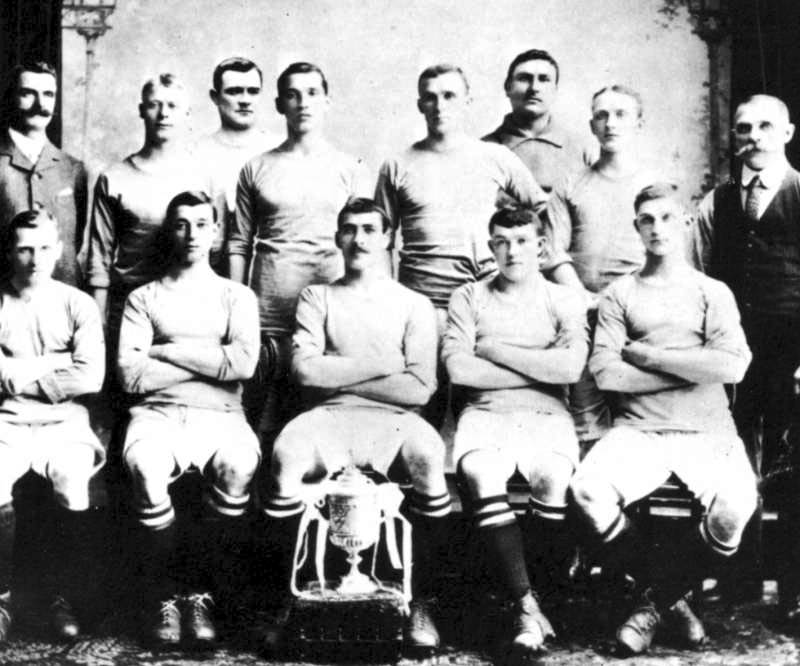
La squadra del Manchester City che vinse la FA Cup nel 1904 con Meredith seduto al centro.

Meredith non aveva intenzione di abbandonare la vita di Chirk e sua madre era particolarmente contraria all'idea: "È facile per voi, signori, lasciare le vostre grandi città e venire nei nostri villaggi a rubare i nostri ragazzi ... I nostri ragazzi sono felici e sani, soddisfatti del loro lavoro e dei loro divertimenti innocenti... se Billy accetta il mio consiglio si dedicherà al suo mestiere e giocherà a calcio per divertirsi una volta finito il lavoro" Meredith ha quindi firmato per il Manchester City, ma come dilettante. Ha continuato a lavorare alla miniera per almeno un anno, andando avanti e indietro per le partite.
Ha fatto il suo debutto con la maglia del Manchester City nel novembre del 1894 contro il Newcastle United, con una sconfitta per 5-4. La settimana seguente Meredith ha giocato la sua prima partita in casa per il club, e ha segnato due gol contro il Newton Heath - che sarebbe in seguito diventato il Manchester United - nel primo derby disputato in campionato, anche se gli Heathens hanno vinto la partita per 5-2. Nel gennaio 1895 ha siglato un contratto da professionista.
Nella prima stagione completa al Manchester City, Meredith è stato il capocannoniere della squadra nonostante giocasse come ala. È riuscito a ripetere la sua impresa la stagione seguente, ma è stato superato da Billie Gillespie nella stagione 1897–98. Nell'ultima partita di quella stagione Meredith segnò la sua prima tripletta in un'enfatica vittoria per 9-0 contro i Burton Swifts. Era molto amato dai tifosi del City e richiamava grandi folle a qualsiasi evento pubblico prendesse parte.
Meredith era il capitano del Manchester City che vinse la FA Cup del 1904, il primo trofeo del club. In quella stagione la squadra ha mancato il double di campionato e coppa, essendo arrivati secondi in First Division.

##### La squalifica per corruzione

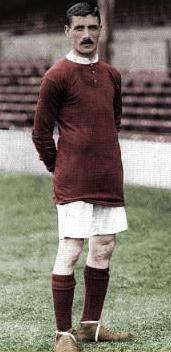
Billy Meredith

Al termine della stagione 1904-1905 Meredith è stato accusato di aver corrotto il giocatore dell'Aston Villa Alex Leake chiedendogli di perdere la partita contro il City, all'ultima giornata della stagione, in cambio di una tangente di 10 £ per permettere così alla squadra di Manchester di conquistare il titolo. Meredith è stato in seguito condannato ad una squalifica di 18 mesi che gli vietava di scendere in campo con la maglia dei Citizens.

##### Il trasferimento al Manchester United
Nel maggio del 1906, durante il periodo di squalifica, si è trasferito al Manchester United. Ha debuttato quindi il 1º gennaio 1907 in una vittoria per 1-0 contro l'Aston Villa e divenne rapidamente uno dei preferiti dalla tifoseria.
Meredith assieme a Charlie Roberts, suo compagno di squadra al Manchester United, ha organizzato il primo incontro della Players' Union nel febbraio 1907. Meredith era stato precedentemente coinvolto nella Association Footballers' Union ("AFU"), il primo tentativo di organizzare un sindacato dei giocatori di calcio in Inghilterra. La Players' Union, come la AFU prima di essa, ha chiesto un allentamento delle restrizioni sui trasferimenti e sugli stipendi.
Quando la Players' Union è stata bandita dalla Football Association nel 1909, Meredith e i suoi compagni di squadra del Manchester United si rifiutarono di abbandonarla e divennero noti come Outcasts FC. Prima dell'inizio della stagione 1909-1910 è stato però raggiunto un compromesso.
Meredith ha ottenuto molti altri successi con il Manchester United, vincendo il titolo nazionale nel 1908 e nel 1911, e la FA Cup nel 1909.
Durante la prima guerra mondiale ha giocato solamente un match contro lo stesso United, facendo un'apparizione come ospite per il Port Vale il quale ha conquistato una vittoria per 5-2 in casa.

##### Ritorno al Manchester City
Ha fatto ritorno al City nel 1921 all'età di 47 anni dove ha continuato a giocare con il suo consueto stuzzicadenti in bocca. Nel 1924 ha giocato per il City in FA Cup, dove è stato ancora in grado di segnare contro il Brighton. La sua ultima partita è stata contro il Newcastle in semifinale di FA Cup all'età di 49 anni e 245 giorni. Quest'ultimo match ha fatto di lui uno dei più anziani giocatori mai scesi in campo nella coppa d'Inghilterra.
In totale, Meredith è apparso 390 volte con la maglia del Manchester City segnando 150 gol e ha vinto 1 FA Cup. Ha giocato, invece, 335 partite per il Manchester United segnando 36 gol e conquistando 2 campionati di First Division, 1 FA Cup e 2 Supercoppe d'Inghilterra.

#### Nazionale
Meredith ha rappresentato la nazionale di calcio del Galles per 48 volte nel corso della sua carriera, mettendo a segno 11 gol. È stato convocato per 71 partite consecutivamente ma in molte occasioni il club non gli ha rilasciato il permesso di unirsi al gruppo dei selezionati.

### Allenatore
Nel 1928, assieme all'ex compagno di squadra Charlie Roberts, è diventato allenatore dell'ambizioso Manchester Central. Nella formazione militava Charlie Pringle, ex capitano del City e figliastro di Meredith.

## Statistiche

### Presenze e reti nei club
| Stagione                 | Squadra                  | Campionato               | Campionato | Campionato | Coppe nazionali | Coppe nazionali | Coppe nazionali | Coppe continentali | Coppe continentali | Coppe continentali | Altre coppe | Altre coppe | Altre coppe | Totale | Totale |
| Stagione                 | Squadra                  | Comp                     | Pres       | Reti       | Comp            | Pres            | Reti            | Comp               | Pres               | Reti               | Comp        | Pres        | Reti        | Pres   | Reti   |
| ------------------------ | ------------------------ | ------------------------ | ---------- | ---------- | --------------- | --------------- | --------------- | ------------------ | ------------------ | ------------------ | ----------- | ----------- | ----------- | ------ | ------ |
| 1892-1893                | Chirk A.A.A.             | TC                       | ?          | ?          | -               | -               | -               | -                  | -                  | -                  | -           | -           | -           | ?      | ?      |
| 1893-1894                | Chirk A.A.A.             | ?                        | ?          | ?          | -               | -               | -               | -                  | -                  | -                  | -           | -           | -           | ?      | ?      |
| Totale Chirk A. A. A.    | Totale Chirk A. A. A.    | Totale Chirk A. A. A.    | ?          | ?          |                 |                 |                 |                    |                    |                    |             |             |             | ?      | ?      |
| 1893-1894                | Northwich Victoria       | SD                       | 11         | 5          | -               | -               | -               | -                  | -                  | -                  | -           | -           | -           | 11     | 5      |
| 1894-1895                | Manchester City          | SD                       | 18         | 12         | -               | -               | -               | -                  | -                  | -                  | -           | -           | -           | 18     | 12     |
| 1895-1896                | Manchester City          | SD                       | 29+4       | 12+1       | -               | -               | -               | -                  | -                  | -                  | -           | -           | -           | 33     | 13     |
| 1896-1897                | Manchester City          | SD                       | 27         | 10         | FACup           | 1               | 0               | -                  | -                  | -                  | -           | -           | -           | 28     | 10     |
| 1897-1898                | Manchester City          | SD                       | 30         | 12         | FACup           | 2               | 0               | -                  | -                  | -                  | -           | -           | -           | 32     | 12     |
| 1898-1899                | Manchester City          | SD                       | 33         | 29         | FACup           | 1               | 1               | -                  | -                  | -                  | -           | -           | -           | 34     | 30     |
| 1899-1900                | Manchester City          | FD                       | 33         | 14         | FACup           | 2               | 0               | -                  | -                  | -                  | -           | -           | -           | 35     | 14     |
| 1900-1901                | Manchester City          | FD                       | 34         | 7          | FACup           | 1               | 0               | -                  | -                  | -                  | -           | -           | -           | 35     | 7      |
| 1901-1902                | Manchester City          | FD                       | 33         | 8          | FACup           | 3               | 0               | -                  | -                  | -                  | -           | -           | -           | 36     | 8      |
| 1902-1903                | Manchester City          | SD                       | 34         | 22         | FACup           | 1               | 0               | -                  | -                  | -                  | -           | -           | -           | 35     | 22     |
| 1903-1904                | Manchester City          | FD                       | 34         | 11         | FACup           | 6               | 2               | -                  | -                  | -                  | -           | -           | -           | 40     | 13     |
| 1904-1905                | Manchester City          | FD                       | 33         | 8          | FACup           | 2               | 1               | -                  | -                  | -                  | -           | -           | -           | 35     | 9      |
| 1905-1906                | Manchester City          | FD                       | 0          | 0          | -               | -               | -               | -                  | -                  | -                  | -           | -           | -           | 0      | 0      |
| 1906-1907                | Manchester United        | FD                       | 16         | 5          | FACup           | 2               | 0               | -                  | -                  | -                  | -           | -           | -           | 18     | 5      |
| 1907-1908                | Manchester United        | FD                       | 37         | 10         | FACup           | 4               | 0               | -                  | -                  | -                  | SI          | 2           | 1           | 43     | 11     |
| 1908-1909                | Manchester United        | FD                       | 34         | 0          | FACup           | 4               | 0               | -                  | -                  | -                  | -           | -           | -           | 38     | 0      |
| 1909-1910                | Manchester United        | FD                       | 31         | 5          | FACup           | 1               | 0               | -                  | -                  | -                  | -           | -           | -           | 32     | 5      |
| 1910-1911                | Manchester United        | FD                       | 35         | 5          | FACup           | 3               | 0               | -                  | -                  | -                  | -           | -           | -           | 38     | 5      |
| 1911-1912                | Manchester United        | FD                       | 35         | 3          | FACup           | 6               | 0               | -                  | -                  | -                  | SI          | 1           | 0           | 42     | 3      |
| 1912-1913                | Manchester United        | FD                       | 22         | 2          | FACup           | 5               | 0               | -                  | -                  | -                  | -           | -           | -           | 27     | 2      |
| 1913-1914                | Manchester United        | FD                       | 34         | 2          | FACup           | 1               | 0               | -                  | -                  | -                  | -           | -           | -           | 35     | 2      |
| 1914-1915                | Manchester United        | FD                       | 26         | 0          | FACup           | 1               | 0               | -                  | -                  | -                  | -           | -           | -           | 27     | 0      |
| 1919-1920                | Manchester United        | FD                       | 19         | 2          | FACup           | 2               | 0               | -                  | -                  | -                  | -           | -           | -           | 21     | 2      |
| 1920-1921                | Manchester United        | FD                       | 14         | 1          | -               | -               | -               | -                  | -                  | -                  | -           | -           | -           | 14     | 1      |
| Totale Manchester United | Totale Manchester United | Totale Manchester United | 303        | 35         |                 | 29              | 0               |                    |                    |                    |             | 3           | 1           | 335    | 36     |
| 1921-1922                | Manchester City          | FD                       | 25         | 0          | -               | -               | -               | -                  | -                  | -                  | -           | -           | -           | 25     | 0      |
| 1922-1923                | Manchester City          | FD                       | 1          | 0          | -               | -               | -               | -                  | -                  | -                  | -           | -           | -           | 1      | 0      |
| 1923-1924                | Manchester City          | FD                       | 2          | 0          | FACup           | 4               | 1               | -                  | -                  | -                  | -           | -           | -           | 6      | 1      |
| Totale Manchester City   | Totale Manchester City   | Totale Manchester City   | 370        | 146        |                 | 23              | 5               |                    |                    |                    |             |             |             | 393    | 151    |
| Totale carriera          | Totale carriera          | Totale carriera          | 684+       | 186+       |                 | 52              | 5               |                    |                    |                    |             | 3           | 1           | 739+   | 192+   |

## Palmarès

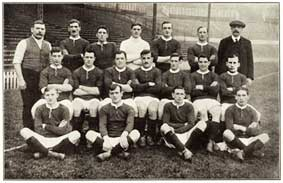
La formazione del Manchester United nella stagione 1913-1914. In piedi, secondo da sinistra, Billy Meredith.

### Club

#### Competizioni nazionali
- Coppa del Galles: 1

Chirk A.A.A.: 1893-1894
- Campionato inglese di seconda divisione: 2

Manchester City: 1898-1899, 1902-1903
- Coppa d'Inghilterra: 2

Manchester City: 1903-1904
Manchester United: 1908-1909
- Campionato inglese: 2

Manchester United: 1907-1908, 1910-1911
- Charity Shield: 2

Manchester United: 1908, 1911

### Individuale
- Inserito nella Football League 100 Legends
- Inserito nella Hall of Fame del calcio inglese
- Inserito nella Hall of Fame del Manchester City[17]
- Inserito nella Hall of Fame dello sport gallese[18]

## Morte e tributi
Meredith morì nel Withington, suburbio di Manchester, in Inghilterra nel 1958 all'età di 83 anni, nello stesso anno del disastro aereo di Monaco di Baviera che causò la morte di otto giocatori del Manchester United.
Dopo aver trascorso molti anni in una tomba anonima, la Professional Footballers Association, la federazione calcistica del Galles, il Manchester City e il Manchester United, in un notevole tributo all'influenza dell'uomo, si accordarono per coprire le spese necessarie alla realizzazione di una nuova lapide e, previa consultazione della figlia novantaquattrenne di Meredith, per celebrare la nuova stele con un servizio speciale.
Nel 2004 Meredith è stato inserito nella Hall of Fame al City of Manchester Stadium. Nell'agosto del 2007 è stato annunciato che Meredith era una delle 10 nuove reclute ad entrare nella Hall of Fame del calcio inglese.